# Subjetividad
En la teoría del conocimiento tradicional o pre crítica (anterior a Immanuel Kant) la subjetividad es la propiedad de las percepciones, argumentos y lenguaje basados en el punto de vista del sujeto, y por tanto influidos por los intereses y deseos particulares del mismo, sin dejar de pensar en las cosas que se pueden apreciar desde diferentes puntos de vista. 
Su contrapunto es la objetividad, que se basa en un punto de vista intersubjetivo, no prejuiciado, verificable por diferentes sujetos. Para poder utilizar la subjetividad de forma coherente es necesario razonar de forma crítica.

## Subjetividad en diferentes ámbitos

### Subjetividad y sociología
Desde el punto de vista de la sociología, la subjetividad se refiere al campo de acción y representación de los sujetos siempre condicionados a circunstancias históricas, políticas, culturales, etcétera. Aquí hace yuxtaposición con el sujeto enunciado en la filosofía post-kantiana, con lo que se habla de la teoría crítica. Hay sujeto en el marxismo (o en algún tipo de lectura marxista), hay sujeto en Fichte y desde luego en Hegel, en la posterior escuela de Frankfurt, en la reivindicación crítica de la modernidad cultural de Habermas, en cierto psicoanálisis social, en cierto constructivismo, en el feminismo, en algunos posestructuralistas al menos como crítica. En todo caso, es a partir del giro anti-metafísico y crítico de Kant a finales del siglo XVIII, que se hereda esta categoría primero a la filosofía y luego a la teoría social.

### Subjetividad y filosofía
En filosofía, subjetividad es un concepto problemático que ha recibido diversas acepciones según el período o autores que lo desarrollen. El origen del concepto se remite a Aristóteles, quien considera a la sustancia como sujeto de inherencia de sus propiedades, accidentes o predicados. El término que utiliza es hypokeimenon, que remite al sustrato sobre el cual se da lo demás. En distintos textos, este filósofo realiza consideraciones desde distintas perspectivas sobre la sustancia como sujeto: en Metafísica el énfasis es ontológico (la sustancia como forma de la cosa) mientras que en Categorías es lingüístico (la sustancia como sujeto de predicación). En la filosofía escolástica medieval este concepto tiene una recepción muy extensa y rica y recibe su nombre latino, subiectum, del cual se deriva el castellano "sujeto".
De forma estándar, la historiografía de la filosofía pone a René Descartes como el filósofo que realiza un giro en la filosofía de la ontología a la gnoseología, de la realidad como un todo y Dios a la perspectiva del individuo humano con una preocupación por su conocimiento. La modernidad, entonces, pone el énfasis de la reflexión en la subjetividad del yo como fundamento de la realidad y el conocimiento. El momento fundacional cartesiano se identifica con el descubrimiento del cogito: la certeza de que el yo es pensamiento y que, en tanto piensa, tiene absoluta evidencia de que existe. El sujeto puede dudar y tener total incertidumbre respecto del contenido de todo su pensamiento, pero no de que es una cosa que piensa. De esta forma, encontrando un criterio de verdad puede investigar sus ideas y poder dar cuenta de la adecuación de su conocimiento. Descartes realizó, además de una investigación metafísica, extensos desarrollos respecto de la psicología humana, su emotividad y, en menor medida, de moral y ética. En Las pasiones del alma, notoriamente, desarrolla una moral basada en el amor y la generosidad, sentimientos que parten del reconocimiento de la alteridad como subjetividades u otros sí mismos. La historia posterior de la recepción de Descartes, cuyo debate llega a nuestros días, es de lo más diversa y crítica y las consecuencias que se creen extraer del cogito, son de lo más diversas y no están exentas de polémicas.
En la misma línea de Descartes, Spinoza postuló la subjetividad de las percepciones y nociones que elaboramos las personas. En el apéndice a la Primera Parte de su Ética, el filósofo holandés afirmó que este subjetivismo es inherente al ser humano pues «los hombres juzgan de las cosas según la disposición de su cerebro». En la proposición 16 de la Segunda Parte, insiste en la importancia del sujeto a la hora de percibir y comprender la realidad exterior, y concluye que «las ideas que tenemos de los cuerpos exteriores indican más la constitución de nuestro cuerpo que la naturaleza de los cuerpos exteriores». Dadas las diferencias que existen entre los individuos, tiene lugar una inevitable diversidad de opiniones, lo que conlleva el peligro de caer en el escepticismo.
A partir de Descartes y Spinoza, otros desarrollos importantes sobre subjetividad importantes son los de Gottfried Leibniz, David Hume e Immanuel Kant. Leibniz identifica la subjetividad con la sustancia individual, en algunas obras llamada "mónada", y sintetiza elementos cartesianos como la autoconciencia, que llama "apercepción", con aristotélicos, como la inherencia de predicados. Para Leibniz la verdad respecto de una sustancia está en el conocimiento de todos sus predicados pasados, presentes y futuros, que nos dan un conocimiento completo de su lugar y perspectiva del universo. Hume toma un distanciamiento radical de la tradición al realizar una profunda crítica conceptos como sustancia y causalidad, al que acaba por rechazar como una entidad real. El yo, en el Tratado de la naturaleza humana, es descrito finalmente como un haz o recolección de percepciones individuales que se suceden una tras la otra sin nada que las unifique, puesto que no hay impresión del yo más allá de las impresiones particulares. Kant, por su parte, desarrolla una perspectiva distinta de las anteriores a partir de una perspectiva que llama trascendental. El conocimiento trascendental es el conocimiento del conjunto de condiciones de posibilidad que, respecto de la experiencia, son un yo que pueda acompañar todos los pensamientos y las formas puras de la sensibilidad (espacio y tiempo) y los conceptos puros del entendimiento (las llamadas categorías). 
A partir de Kant los desarrollos filosóficos que toman la cuestión de la subjetividad toman, generalmente, posiciones críticas respecto del carácter individual. Hegel, por ejemplo, hace un desarrollo dialéctico de la conciencia en el cual el otro se presenta como un otro yo frente al cual el yo se identifica y opone. Freud desarrolla distintas tópicas, distinguiendo entre aspectos más internos o conscientes y más externos o inconscientes y con relaciones mutuas. Heidegger propone una alternativa teórica no escindida en sujeto-objeto sino a partir de la noción de Dasein, existencia o ser-en-el-mundo, que son sinónimos. Los tres conceptos indican el hecho de que la persona está «situada» de manera dinámica, es decir, en el modo del poder ser y en relación con una red de significados que en su acción está produciendo. Durante el siglo XX y XXI numerosas filósofas y filósofos realizaron y realizan desarrollos críticos de la noción de subjetividad. Ejemplos de ello pueden ser Michel Foucault o Judith Butler.

### Subjetividad institucional
En la modernidad el Estado producía una subjetividad unificada en la figura del ciudadano. Las instituciones disciplinarias generaban dispositivos que obligaban a los sujetos a ejecutar operaciones para permanecer en ellas. Es por eso que la subjetividad se instituye, deja marca, moldea, reproduciéndose, al mismo tiempo que se reproduce el dispositivo que instituye la subjetividad. Por ejemplo, el dispositivo escolar reproduce subjetividad pedagógica, el dispositivo familiar reproduce subjetividad parento-filial, etc.

### Subjetividad situacional
En circunstancia de destitución de las instituciones, no hay dispositivos que marquen o moldeen la subjetividad. Entonces toda operación actual de constitución de la subjetividad no es institucional sino situacional. La subjetividad se construye plenamente en situación, puesto que son prácticas armadas en territorio y no en las instituciones disciplinarias, las que marcan fuertemente a los sujetos. Los referentes identificatorios y las reglas que rigen sus comportamientos están elaboradas a partir de las demandas en cada situación, las valoraciones o modalidades se configuran en relación con los otros.

### Subjetividad y tecnologías
Si pensamos al ser humano como una unidad indivisible: Mente(psique)- Cuerpo(soma), inserto en un ambiente en el que se encuentra constantemente expuesto a grandes tensiones, sufrimientos, problemas y dolor, cuyos efectos se manifiestan en su propio cuerpo. Podemos pensar que el cuerpo es como una esponja que absorbe los diferentes síntomas de la sociedad. Ahora bien que pasa en esta nueva era tecnológica, que sucede con lo sensorial, con la gran exposición que se produce a través de las redes. Esto va a depender del uso que le dé cada persona a las mismas, pensando que pueden ser herramientas muy ricas siempre y cuando sean utilizadas con fines positivos. Debido al auge que tienen estas en la Sociedad cada día se plantea la necesidad de adaptarse a las mismas e intentar pensar como pueden utilizarse con fines enriquecedores.

## Subjetividad, poder y ciencias en los sistemas de gobierno
Según Pedro Collado, la entrada de los fenómenos propios de la vida de la especie humana en el orden del saber y del poder ha convertido la vida en algo visible y en posible campo de intervención para las técnicas políticas. “La vida emerge por primera vez como conjunto de fuerzas más o menos controlables y optimizables, para convertirse en un campo de posible intervención y control la visualización de la vida crea y hace posible el ejercicio de un poder sobre sí misma, que no sólo la controla, sino que se apropia enteramente de ella para producirla desde sus mecanismos” (Marina Garcés, 2005).
El entramado de poder, conocimiento y subjetividad toma formas y mecanismos diferentes en las sociedades disciplinarias y en las de control.

### Sociedades disciplinarias
Se caracterizan por una lógica del poder basada en prácticas disciplinarias que se dirigen a la creación de subjetividades. En las sociedades disciplinarias el individuo pasa sucesivamente de un círculo cerrado a otro, de institución en institución (la escuela, el cuartel, la fábrica, el hospital, la cárcel, etc.), en estas instituciones se llevan a cabo acciones de moldeamiento y ductilización del cuerpo. Se inscriben en el sujeto una serie de hábitos y normas que perduran más allá de los muros de la institución.
La tecnología disciplinaria se dirige a “encauzar conductas”, corregir, reducir las desviaciones, es decir pretenden normalizar a todos los sujetos creando subjetividades funcionales para el sistema.
Las prácticas disciplinarias funcionan por medio de una detallada estructuración del espacio y del tiempo de las relaciones entre los individuos, con ayuda de procedimientos de observación jerárquica y de juicio normalizador.
Se despliegan las siguientes operaciones:
1. Distribuye individuos en el espacio a partir de la clausura. Localiza a cada individuo en un lugar. Se generan emplazamientos funcionales, cada espacio de la institución tiene su significado en un plan racional más general y exige conductas diferenciadas.
2. Crea series. Los locos se agrupan por patologías, los convictos por delitos..., cada individuo se define por el grupo al que pertenece. El efecto de esta distribución consiste en ordenar multitudes. Para ello se usarán métodos como el examen, los test o la entrevista.
3. Gestiona la actividad de los individuos pautando estrictamente el empleo del tiempo.
4. Organiza globalmente la temporalidad. Un tiempo común para todos.
5. Cada individuo ha de ser consciente de que es una pieza de un engranaje mayor. El cuerpo del individuo es un elemento que se puede mover, colocar, articular, intercambiar, sacrificar si el proyecto general lo exige, etc. Se vuelve un átomo: observable y manejable.

“La disciplina supone una inspección jerárquica e implica el establecimiento de sanciones normalizadoras, se castiga lo que no se ajusta a regla, se busca corregir la desviación” (Domenech, M.; Tirado, F.J.; Traveset, S. y Vitores, A., 1999).

### Sociedades de control
En las sociedades de control se instaura una nueva lógica basada en prácticas de control abierto y continuo, este no requiere visibilidad y trasciende las barreras físicas.
En estas sociedades, el poder toma formas más sutiles e internalizadas, que se valen de las aspiraciones y deseos, las identificaciones o la búsqueda de autorrealización. Los sujetos se perciben como participantes activos de sus vidas, persuadidos para entrar en una alianza entre objetivos y ambiciones personales y objetivos o actividades socialmente valorizados: consumo, rentabilidad, eficiencia y orden social. Es decir, promueve en las personas inquietudes, motivaciones y estilos de vida acordes con los de la sociedad.
Estas tecnologías de gobierno se despliegan no a través de la coerción sino a través de la persuasión inherente a sus verdades, de las ansiedades estimuladas por sus normas y de las atracciones ejercidas por las imágenes de vida y del yo que ofrecen. Las podemos llamar “Tácticas soft”: seducción frente a represión, creación de necesidades en lugar de inculcación de prescripciones, relaciones públicas frente a fuerza pública, publicidad frente a autoridad (Varela y Álvarez-Uría, 1989). 
Las redes de poder se instalan en el terreno de lo privado y sobre él ejercen un control sutil mediante tácticas que no rompen el convencimiento de actuar libremente. De este modo, en estos sistemas de control la relación entre subjetividad y poder es más insidiosa, compleja y difícil de evidenciar ya que apelan precisamente a la autonomía y libertad de los sujetos.

#### Subjetividad femenina
Los sujetos desde su nacimiento van construyendo su subjetividad por medio de la interacción con el exterior, así ellos aprenden a comportarse, a relacionarse, a pensar, a desarrollarse, todo esto atravesado por las premisas culturales. Las premisas culturales por ser parte de la reproducción social, van cambiando y transformándose en el proceso de interacción de una generación a otra. Estas premisas determinan el comportamiento de un individuo de una sociedad, ya que son el resultado de las formas de pensar y percepción de la realidad. 
En el trabajo de Marta Rivas sobre la subjetividad femenina, aborda la subjetividad desde el autor Michel Foucault donde nos habla acerca de dos supuestas formas de subjetividades: 
“El sentido de la noción de subjetividad en este trabajo proviene de los desarrollos de Michel Foucault sobre la constitución de los sujetos (1978, 1986, 1988). Este autor supone dos formas de subjetividad: una que obliga al individuo a depender y ser controlado por discursos, prácticas, códigos y normas y otra que se refiere a los “procedimientos y técnicas” que uno se aplica a sí mismo para conocerse e identificarse y que le “permiten transformar su propio modo de ser” (1986:29-31). Cabe mencionar que Foucault refiere el conocimiento de sí como el proceso práctico de fijarse a una forma de ser a la que se debe responder.” (Marta G. Rivas, p.563,) 
De acuerdo con Marta Rivas, la subjetividad no es vista como el resultado fijo de procesos culturales y sociales en la persona individual, sino la relación existente entre un campo producente (Zemelman, 1997) de normas, códigos, modelos, prescripciones y prohibiciones sociales en las que se encuentran inscritas las personas y las modalidades como se ajustan, resisten o recrean individual o colectivamente frente a las atribuciones de significado ya sea para identificarse o deslindarse. Por otro lado Hugo Zemelman (1997) menciona que la subjetividad es un proceso producente en el que se ponen en relación recíproca las prácticas culturales y sociales de un momento histórico con las colectividades y las individualidades en su singularidad. 
Por lo que toca a este trabajo, la subjetividad pasa de ser un resultado propiamente individual a un proceso en el cual intervienen una serie de “prácticas discursivas concretas” (Weeks, 1993:283) que organizan la forma de hacerse y percibirse, en este caso, como mujeres de una sexualidad específica.” 
Ahora bien en palabras de Mabel Burin e Irene Meler la subjetividad de las mujeres se centraba únicamente en la reproducción, así poder auto confirmarse como sujetos, así pues con la maternidad creaban las bases de su posición como sujetos sociales y psíquicos. (Burin Mabel, 1998).
En la “mujer de la Ilusión”, la autora Ana María Fernández habla sobre el papel de la mujer, ella explica que la subjetividad femenina se ve atravesada por 3 mitos los cuales son:
- Mujer = a Madre.
- Mito del amor romántico
- Pasividad femenina

Sobre el primer punto, es necesario mencionar que la subjetividad femenina se fundamenta bajo la creencia de que tiene que ser madre para ser una mujer completa y con valor en la sociedad. La autora explica como la significación del cuerpo justifica la creencia de madre es equivalente a mujer completa:
“…Los cuerpos de ambos géneros no sólo sostienen la constitución de la diferencia sexual sino que también soportan-sostienen los mitos sociales de lo femenino y lo masculino; estos configuran desde la imaginarización de sus perspectivas anatómicas hasta las imágenes y prácticas de si desde donde juegan su “identidad” sexual. En lo que respecta a las mujeres, la jerarquización de su lugar maternal ha privilegiado su aspecto reproductor en detrimento de su erotismo…” (Fernández, 1993:249).
Sobre el segundo punto es importante mencionar que es mediante el mito del amor romántico las mujeres se constituyen bajo la idea de ser tuteladas y protegidas por un hombre:
“Esta subjetividad en clave sentimental... crea condiciones para un tipo particular de	 dependencia por la cual ella espera tal vez demasiadas cosas del amor de un hombre”	 (Fernández, 1993: 258).
Fernández explica que de la conyugalidad se deriva la pasividad femenina como una forma de control sobre la mujer y todo lo relacionado con ella: 
“La conyugalidad… ha sido secularmente la forma instituida del control de la sexualidad de las mujeres. No sólo como señalo Engels, para controlar su descendencia legitima, sino para producir su propia percepción de inferioridad (Fernández, 1993: 256)."
Provocando la fragilización de la mujer que se vuelve posible debido a la introyección en las mujeres de la pasividad femenina y el mito del amor romántico, pues esta combinación articula la relación entre hombres y mujeres. 
Ideas como: “la mujer tiene que ser dependiente del hombre”, “la mujer solo sirve para ser ama de casa”, “pobrecita ya no pudo tener hijos”, “debes ser una buena madre”, entre muchas más forman parte de la vida cotidiana, pues estos mitos operan y estructuran nuestra subjetividad.
Estos tres mitos se refieren a una mujer fragilizada que se priva de su propia sexualidad, ocultando sus deseos sexuales en la maternidad, y cubriendo esa dependencia al sexo masculino con el amor romántico.

### Subjetividad de género

Género

La subjetividad de género se refiere a cómo las personas interiorizan y adaptan normas sociales de género que influyen en su identidad y bienestar psicológico. Esta subjetividad se construye en un entorno donde el sistema de género actúa como un dispositivo de poder que moldea identidades y relaciones a través de normas culturales. Estas normas incluyen mandatos sobre roles y conductas, que las mujeres, en particular, deben seguir para obtener reconocimiento social, aunque este cumplimiento pueda generar inseguridad y sentimientos de insuficiencia. Los estereotipos y expectativas de feminidad normativa crean presiones para el autocontrol y la autovigilancia en las mujeres, limitando su valoración social a esferas específicas, como la belleza o el amor. Además, la combinación de mensajes que exigen autonomía y singularidad con estereotipos de género contradice la idea de libertad individual, intensificando las tensiones y malestares psicológicos, como la inseguridad o la autodevaluación.

#### Construcción social del género y subjetividad
La construcción de la subjetividad de género es un proceso en donde la sociedad moldea la identidad a partir de las relaciones de poder y las normas históricas. Investigaciones señalan que las identidades de género no son una esencia fija, en su lugar, las identidades de género surgen de prácticas y vínculos sociales que expresan los valores y expectativas propios de cada época histórica. Otras mencionan que las identidades de género hacen referencia a un sistema social de relaciones en donde roles y jerarquías son establecidos en función de normas que pueden cambiar de acuerdo al contexto y el tiempo histórico. Este enfoque visibiliza cómo las identidades de género se forman en el cruce de múltiples dimensiones, como clase y etnia, configurando un sistema complejo y diverso que resalta la naturaleza cambiante de estas identidades.

##### El papel de las instituciones en la construcción de la subjetividad de género
Las instituciones académicas, religiosas, gubernamentales y sociales también tienen un papel central en la construcción de la subjetividad de género, especialmente al reproducir normas que influyen en cómo las personas se perciben y experimentan el género. Estas instituciones, desde la escuela hasta los medios de comunicación, normalizan comportamientos y expectativas de género, fomentando una subjetividad ajustada a lo que la sociedad considera como roles "masculinos" o "femeninos". Este proceso de normalización no es siempre visible, pero actúa sobre los cuerpos y las experiencias cotidianas, reforzando los sistemas de poder y abriendo, a su vez, espacios de agencia donde los individuos reinterpretan o desafían estos roles impuestos.

#### Interseccionalidad y subjetividad de género
La perspectiva interseccional es clave para entender cómo el género se entrelaza con otros factores de opresión, como la etnicidad, la clase y la orientación sexual. Se destaca que la interseccionalidad permite visibilizar la diversidad de experiencias y desigualdades que influyen en la construcción de la subjetividad de género. De acuerdo con lo anterior, es posible analizar cómo los sistemas de opresión no afectan a todas las personas por igual y cómo es que cada individuo vive el género de una manera única en función de las múltiples dimensiones que influyen en su identidad.

##### La interseccionalidad en la construcción de la subjetividad de género
La construcción de la subjetividad de género no se da de manera aislada; está profundamente influenciada por otras categorías de identidad como la clase, la raza, y la etnicidad. La perspectiva interseccional permite reconocer que la experiencia de género es única para cada persona, ya que se entrelaza con otras dimensiones de desigualdad. Se hace referencia a que el género se construye con varias formas de diferenciación social y que estas interacciones configuran experiencias específicas de opresión y privilegio. Con base a las diferencias sociales, se puede entender cómo el género se vive de manera distinta dependiendo de factores como el origen étnico o la posición socioeconómica, lo que enriquece el análisis de la subjetividad de género al incluir estas complejidades en la experiencia identitaria.

##### Clases sociales y la subjetividad de género
La clase social también influye en cómo las personas experimentan y expresan su identidad de género. Las personas de clases trabajadoras pueden experimentar una "subjetividad socializada" diferente, en la cual los roles de género están vinculados con expectativas de labor y sacrificio específicas. Así, el género se articula de manera distinta en función de la clase, y la subjetividad se convierte en un reflejo de las condiciones socioeconómicas y de las oportunidades disponibles.

##### Orientación sexual y diversidad en la subjetividad de género
La orientación sexual es otra dimensión clave en la interseccionalidad del género, pues contribuye a diversificar las experiencias de subjetividad. Las personas que no encajan en el modelo heterosexual predominante suelen enfrentar expectativas de género diferentes o incluso contradictorias. Esta intersección entre género y orientación sexual permite explorar nuevas subjetividades que desafían los roles de género tradicionales y abren camino para identidades más fluidas y complejas. Es importante mencionar que las personas de sexualidades diversas a menudo se enfrentan a conflictos entre sus identidades de género y las normas tradicionales asignadas a cada género, lo que lleva a experiencias de subjetividad únicas que desafían y enriquecen el entendimiento de género.

#### El rol de las emociones y experiencias personales

##### Construcción de la identidad
La construcción de la identidad es un proceso dinámico que se desarrolla a través de interacciones sociales y experiencias individuales. Las identidades son producidas en conjunto por los actores sociales y se manifiestan a través de atributos culturalmente significativos en contextos históricos específicos. Este proceso incluye tanto la autoidentificación como las percepciones externas, lo que implica que las identidades no son fijas, sino que evolucionan con el tiempo y son influenciadas por factores como género, clase social y etnicidad. La identidad se entiende como un espectro que abarca desde lo individual hasta lo colectivo, donde cada persona forma parte de categorizaciones sociales que estructuran su modo de ser en el mundo.

##### Experiencias personales y autorreflexión
Las experiencias personales juegan un papel crucial en la formación de la identidad. El texto menciona que cada individuo define sus diferencias respecto a otros a través de un proceso subjetivo y frecuentemente auto reflexivo. Este proceso implica una autoasignación de atributos culturales que son valorados en su contexto social. Además, se destaca la importancia de reconocer cómo las experiencias corporales y las narrativas personales influyen en la construcción de subjetividades y en la afirmación política de las identidades.

##### Matriz cultural y principios estructurantes
La matriz cultural se define como un sistema no armónico que incluye contradicciones y desajustes, funcionando como base para las percepciones y comportamientos individuales. Esta matriz está compuesta por principios estructurantes como género, clase social y etnicidad, que interactúan para formar sistemas de clasificación social. Los principios subsidiarios, como la edad o la adscripción a ideologías políticas, también juegan un papel en esta configuración. La interacción entre estos principios da forma a la identidad y a las experiencias vividas por los individuos dentro de su contexto cultural específico.

##### Influencia de ideologías
Las ideologías dominantes tienen un impacto significativo en la configuración de las identidades. Aunque estas ideologías pueden influir fuertemente en cómo los individuos se ven a sí mismos y son vistos por los demás, existe un margen de autonomía basado en experiencias concretas y posiciones dentro de la estructura social. Esto indica que las identidades sociales son el resultado complejo de formaciones sociales determinadas, donde tanto factores externos como internos contribuyen a su desarrollo.

## Subjetividad y policontextualidad
Subjetividad entendida como policontextualidad es un término que se debe a Gotthard Günther y su escuela de cibernética de segundo orden, fundamento de la lógica policontextual.